# Бокен
Боккен e изработен от твърдо дърво меч, използван за тренировки в японските бойни изкуства. В днешно време боккените се използват предимно за тренировка чрез формени упражнения (ката), а за джигейко (спаринг) се използва защитна екипировка (богу) и бамбуков меч (шинай).
Упражненията с боккен трябва да се извършват с висока концентрация, защото невнимателния удар с него може да бъде фатален. Известно е, че прочутият японски майстор на меча Миямото Мусаши, автор на книгата „Свитъка на петте пръстена“ („Го рин но шьо“) е използвал смъртоносно боккен в своите двубои.
Има два вида боккени:
- тачи – дължина около 102 см., дължина на дръжката 24 см. Обикновено се нанасят удари с две ръце, но има и удари с една ръка.
- ко-дачи – дължина около 55 см., дължина на дръжката 14 см. Клас – къс меч. Държи се с една ръка. Може да се използва самостоятелно или в комбинация с тачи.